# Escala de Palermo

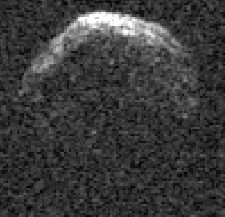
Foto do asteroide 1950 DA, conhecido por ter a maior probabilidade de impacto com a Terra no futuro distante

A Escala Técnica de Ameaça de Impacto de Palermo (em inglês Palermo Technical Impact Hazard Scale), abreviada como Escala de Palermo, é uma escala de tipo logarítmica (de base 10) cuja função é medir o risco de impacto de um objeto próximo à Terra (NEO, do inglês Near Earth Object). É comparável à probabilidade do impacto potencial do objeto detectado com o risco médio de outro objeto de igual ou superior tamanho ao longo dos anos até à ocorrência do impacto potencial previsto.
Existe outra escala similar chamada Escala de Turim que toma valores discretos (níveis 0-10), o que facilita sua compreensão. Ao ser menos técnica está orientada para pessoas com menos conhecimentos teóricos.
Os valores que pode tomar a escala de Palermo são de caráter contínuo diferentemente da escala de Turim. O valor -2 significa que só existe 1% do risco médio de impacto. O valor 0 indica que a probabilidade de impacto é a mesma que a probabilidade do risco médio. O valor 2 indicaria que a probabilidade de impacto é 100 vezes superior ao risco médio.

### Lista de Riscos
A Lista de Riscos (Risk List, em inglês) é um catálogo com cálculos de todos os objetos espaciais para os quais foi atribuída uma probabilidade de impacto diferente de zero. Nesta lista cada entrada contém detalhes sobre os objetos que representam maior risco de impacto na Terra, de acordo com a Escala de Palermo.

## Fórmula matemática
A fórmula de cálculo da escala de Palermo:
{\displaystyle P=\log _{10}{\frac {p_{i}}{f_{B}T}}}
- {\displaystyle {p_{i}}} é a probabilidade de impacto na Escala de Palermo.
- {\displaystyle {T}} = é o período que falta até o evento (número de anos).
- {\displaystyle {f_{B}}} = é a frequência anual de impacto. Atualmente está estimado em: {\displaystyle f_{B}=0,03E^{-0,8}\;}, onde E é a energia de impacto em megatons de TNT.